# Willa Fitzgerald
Willa Fitzgerald (Nashville, Tennessee; 17 de enero de 1991) es una actriz estadounidense. Conocida por interpretar a Emma Duval en la serie de MTV Scream.

## Biografía
Fitzgerald empezó a tocar el piano en la escuela secundaria Asistió a la Universidad Yale para estudiar psicología por dos años y luego se cambió a los estudios de teatro donde obtuvo un Bachelor of Arts en Teatro al graduarse. Después se trasladó a Nueva York.

### Carrera
Debutó en televisión en 2013 interpretando a Lola Laffer en Alpha House. El 23 de abril de 2014 se informó que Fitzgerald obtuvo un rol recurrente en la serie de USA Network Royal Pains, donde interpretó a Emma Miller. También ha aparecido como estrella invitada en Blue Bloods, The Following y Gotham.
Sus créditos en teatro incluyen obras como Couple in the Kitchen, The Private Sector, Cow Play y El gato y el canario.
En agosto de 2014 se dio a conocer que fue elegida para dar vida a Emma Duval en Scream, serie de televisión producida por Wes Craven para MTV, la cual está basada en película del mismo nombre, escrita por Kevin Williamson y dirigida por Craven.
En agosto de 2016, se une al elenco de la película Misfortune dirigida por Edward Lucky McKee.
En marzo de 2017, se anunció que participaría en el episodio piloto de Fox Behind Enemy Lines, en el rol protagónico interpretando a Roxanne Daly, aunque Fox no aceptó el piloto en mayo de 2017.

## Filmografía
Serie Pulso, netflix. 2025.
| Cine       | Cine                              | Cine                  | Cine                                      |
| Año        | Película                          | Rol                   | Notas                                     |
| ---------- | --------------------------------- | --------------------- | ----------------------------------------- |
| 2008       | For the Love of a Dog             | Vivian                |                                           |
| 2012       | Food of Love                      | Novia                 | Cortometraje                              |
| 2013       | Two Cheeseburgers: Part 3         | Helen                 | Cortometraje                              |
| 2017       | Freak Show                        | Tiffany               |                                           |
| 2017       | Beach House                       | Emma                  |                                           |
| 2017       | Blood Money                       | Lynn                  |                                           |
| 2019       | The Goldfinch                     | Kitsey Barbour        |                                           |
| 2022       | Savage Salvation                  | Ruby Red              |                                           |
| 2023       | Wildcat                           | TBA                   |                                           |
| 2024       | Strange Darling                   | The Lady              |                                           |
| Televisión |                                   |                       |                                           |
| Año        | Título                            | Rol                   | Notas                                     |
| 2013–14    | Alpha House                       | Lola Laffer           | 12 episodios                              |
| 2014       | The Novice                        | Lucy Griego           | Piloto de TV fallido                      |
| 2014       | Blue Bloods                       | Lacey Sutherland      | Episodio: «The Bogeyman»                  |
| 2014       | The Following                     | Jenny                 | Episodio: «Betrayal»                      |
| 2014       | Royal Pains                       | Emma Miller           | 13 episodios                              |
| 2015       | Gotham                            | Grace Fairchild       | Episodio: «Beasts of Prey»                |
| 2015–16    | Scream                            | Emma Duval            | Elenco principal                          |
| 2017       | Bull                              | Susan Bryant          | Episodio: «Teacher's Pet»                 |
| 2017       | Behind Enemy Lines                | Roxanne Daly          | Elenco principal; piloto de TV fallido    |
| 2017       | Little Women                      | Meg March             | 3 episodios                               |
| 2018       | #Fashionvictim                    | Anya St. Clair        | Elenco principal; piloto de TV fallido    |
| 2018       | House of Cards                    | Claire (joven)        | 2 episodios                               |
| 2019       | Law & Order: Special Victims Unit | Ava Parcell           | Episodio: «Plastic»                       |
| 2019       | Younger                           | Audrey Colbert        | 2 episodios                               |
| 2019       | Heartstrings                      | Maddie Hawkins        | Episodio: «JJ Sneed»                      |
| 2019–2020  | Dare Me                           | Collette French       | Elenco principal                          |
|            |                                   |                       |                                           |
| 2022       | Reacher                           | Roscoe                | Elenco principal-1Temporada, 8 episodios. |
| 2023       | La caída de la casa Usher         | Madelyn Usher (joven) | Elenco principal, 8 episodios             |
| Web        |                                   |                       |                                           |
| Año        | Título                            | Rol                   | Notas                                     |
| 2016       | Relationship Status               | Beth                  | 3 episodios                               |
| Teatro     |                                   |                       |                                           |
| Año        | Título                            | Rol                   | Notas                                     |
| 2011       | The Private Sector                | Suzannah              | Theater for the New City                  |
| 2011       | Cow Play                          | Julie                 | New York International Fringe Festival    |
| 2013       | The Cat and the Canary            | Cicily (joven)        | Berkshire Theatre Festival                |